# XXV. Parteitag der KPdSU

Propagandagemälde des 25. Kongresses der Kommunistischen Partei der Sowjetunion in der Kaserne Klin 9 außerhalb von Moskau

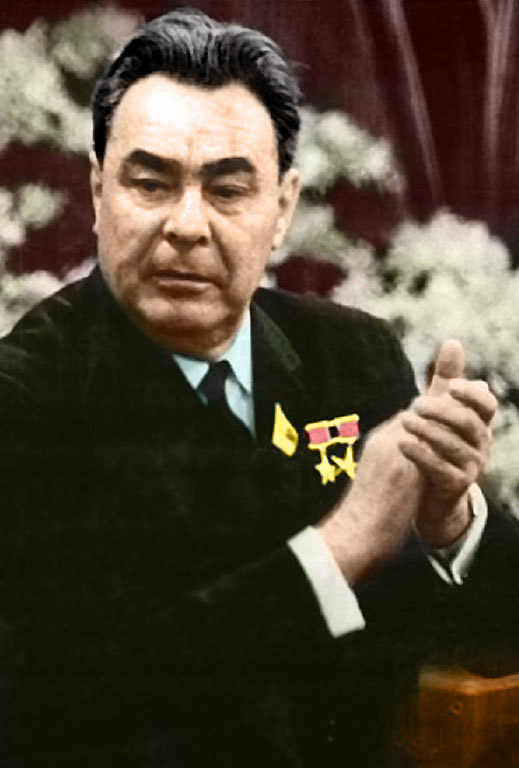
Leonid Breschnew, Generalsekretär der KPdSU 1964–1982

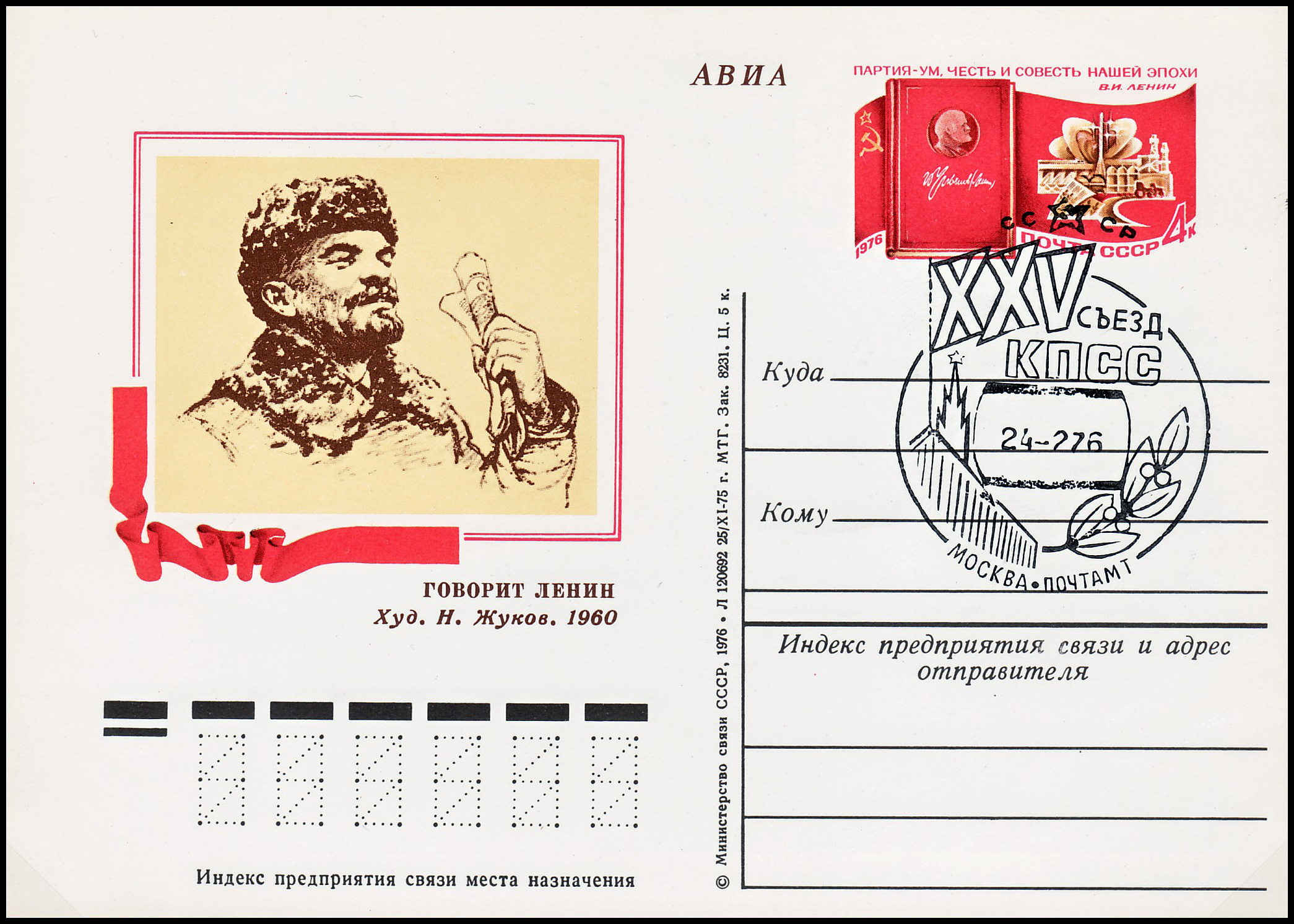
Buch von Lenin auf dem Hintergrund der Roten Fahne (den wirtschaftlichen Fortschritt in der UdSSR symbolisierend)

Der XXV. Parteitag der KPdSU (25. Parteitag der KPdSU, russisch XXV съезд КПСС XXV sesd KPSS) fand vom 24. Februar bis 5. März 1976 in Moskau statt. Den Vorsitz des Kongresses hatte Leonid Breschnew, der Generalsekretär des Zentralkomitees der Kommunistischen Partei der UdSSR. Generalsekretär Breschnew begrüßte 4998 sowjetische Delegierte und Vertreter aus 96 ausländischen Ländern. Von den realsozialistisch regierten Nationen schickten nur die Volksrepublik China und Albanien keine Vertreter.

## Traktanden
Wichtige Ereignisse waren
- der Bericht des Zentralkomitees der KPdSU und die nächsten Aufgaben der Partei auf dem Gebiet der Innen- und Außenpolitik (Leonid Breschnew);
- der Bericht der Zentralen Rechnungskommission der KPdSU (G. F. Sisow[2]);
- die Vorstellung der Hauptrichtungen der Entwicklung der Volkswirtschaft der UdSSR in den Jahren 1976–1980 (A. N. Kossygin).

Außerdem fanden Wahlen der zentralen Organe der Partei statt. Auf dem Kongress wurden gewählt:
- das Zentralkomitee der KPdSU: 287 Mitglieder, 139 Kandidaten für die Mitgliedschaft im Zentralkomitee der KPdSU.
- die Zentrale Revisionskommission: 85 Mitglieder.

Die wichtigsten Ergebnisse des Kongresses waren die Annahme der Hauptrichtungen der Entwicklung der Volkswirtschaft der UdSSR für 1976 bis 1980.
Am Vorabend des Kongresses befürchtete der innere Kreis der Breschnew-Anhänger, dass, unter Ausnutzung des sich verschlechternden Gesundheitszustandes Breschnews, N. W. Podgorny Anspruch auf den Posten des Parteichefs erheben könnte.

## Verschiedenes

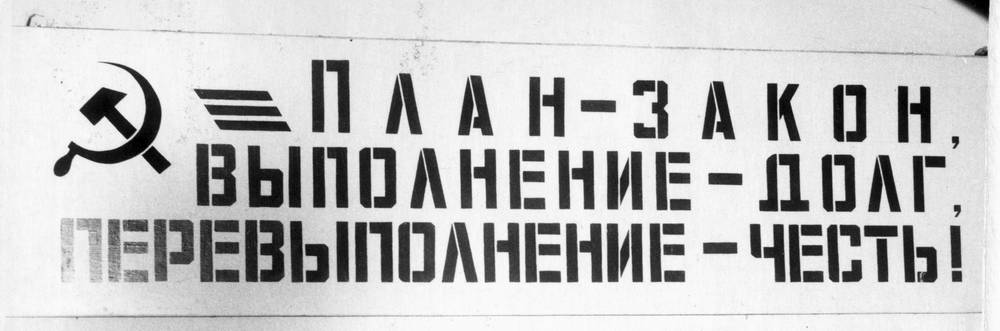
Der Plan ist Gesetz. Seine Erfüllung ist Pflicht. Seine Übererfüllung ist uns Ehre!

Ein in der Sowjetzeit beliebter Witz im Zusammenhang mit dem 25. Parteitag lautete:
- за что уволили редактора страницы юмора „Литературной газеты“?

- в преддверии 25 съезда партии он предложил ввести новую рубрику: „Опять двадцать пять!“
- Warum wurde der Redakteur der Humorseite der Literaturnaja gaseta  gefeuert?

- Am Vorabend des 25. Parteitages schlug er vor, eine neue Rubrik einzuführen: "Schon wieder fünfundzwanzig! "